# Nolwenn Lemesle
Nolwenn Lemesle née en 1978 au Minihic-sur-Rance en Bretagne est une réalisatrice et scénariste française.

## Biographie
Nolwenn Lemesle fait ses études secondaires à Saint-Malo. Elle obtient ensuite un DEUG «Arts du Spectacle» et une Licence «Etudes Cinématographiques et Audiovisuelles» à l'Université de Haute Bretagne (Rennes) avant d'obtenir un master «Etudes Cinématographiques et Audiovisuelles» – spécialité scenario à Université Paris 1 – Panthéon / Sorbonne.
Après l'écriture et la réalisation de plusieurs courts métrages — dont Poids plume (produit par le Groupe de recherches et d'essais cinématographiques) qui obtient le prix Beaumarchais au Festival international de films de femmes de Créteil —, elle écrit et réalise son premier film Des morceaux de moi en 2012, avec Adèle Exarchopoulos, Zabou Breitman et Tchéky Karyo. Elle remporte, pour ce premier long-métrage, le Bayard d’Or de la Meilleure première œuvre au Festival International du Film Francophone De Namur.
En 2020, elle réalise pour la télévision, à la demande d'Arte France, un deuxième film sur la thématique de l'adolescence féminine intitulé Les Héritières, écrit par Johanna Goldschmidt et Laure-Elisabeth Bourdaud. Ce long-métrage, social et politique, montre le quotidien d'adolescents privilégiés et celui d'autres qui le sont moins, issus de banlieue.

## Filmographie

### Réalisatrice
- 2005 : Poids plume (court métrage pour le GREC)
- 2007 : Sid (court métrage)
- 2012 : Des morceaux de moi
- 2021 : Les Héritières (téléfilm)
- 2021 : Mauvaise Troupe (court métrage)[6]
- Si doux sera mon désir (long métrage)

### Scénariste
- 2005 : Droit au cœur (court métrage, coscénariste) d'Arnaud Paris
- 2005 : Poids plume (court métrage) d'elle-même
- 2008 : Par suite d'un arrêt de travail... (coscénariste) de Frédéric Andréi
- 2009 - 2010 : Scènes de ménages (saison 1)
- 2012 : Des morceaux de moi
- 2018 : Moi, Maman, ma mère et moi (long métrage), collaboration au scenario de Christophe Le Masne
- La Bleue (long métrage)
- Mother's Day (long métrage), écriture du scenario avec Sandy Seneschal et Marthe Sebille

## Distinctions
- 2013 : Bayard d'Or de la Meilleure première œuvre pour Des Morceaux de Moi[7]